# Поток-Кольонія
Поток-Кольонія (пол. Potok-Kolonia) — село в Польщі, у гміні Ожарув Опатовського повіту Свентокшиського воєводства.
Населення — 16 осіб (2011).
У 1975-1998 роках село належало до Тарнобжезького воєводства.

## Демографія
Демографічна структура на день 31 березня 2011 року:
|          | Загалом | Допрацездатний вік | Працездатний вік | Постпрацездатний вік |
| -------- | ------- | ------------------ | ---------------- | -------------------- |
| Чоловіки | 5       | 0                  | 2                | 3                    |
| Жінки    | 11      | 4                  | 4                | 3                    |
| Разом    | 16      | 4                  | 6                | 6                    |